# Таконайт
Таконайт (англ. Taconite) — город в округе Айтаска, штат Миннесота, США. По данным переписи за 2010 год число жителей города составляло 360 человек.

## Географическое положение
По данным Бюро переписи населения США город имеет общую площадь в 53,4 км² (51,57 км² — суша, 1,84 км² — вода). Окружён тауншипом Айрон-Рейндж.
Через город проходят  US 169 (англ. US Highway 169).

## История
Таконайт был основан как посёлок для горняков шахты Холман-Майн, открытой компанией Oliver Mining Company. Почтовый офис открылся в 1906 году. Он был инкорпорирован 20 апреля 1909 года как деревня.

## Население
В 2010 году на территории города проживало 360 человек (из них 50,3 % мужчин и 49,7 % женщин), насчитывалось 151 домашнее хозяйство и 95 семей. На территории города было расположено 162 постройки со средней плотностью 11,9 построек на один квадратный километр суши. Расовый состав: белые — 90,8 %, коренные американцы — 1,9 %.
Население города по возрастному диапазону по данным переписи 2010 года распределилось следующим образом: 30,3 % — жители младше 21 года, 57,8 % — от 21 до 65 лет и 11,9 % — в возрасте 65 лет и старше. Средний возраст населения — 35,5 лет. На каждые 100 женщин в Таконайте приходилось 101,1 мужчина, при этом на 100 совершеннолетних женщин приходилось уже 104,7 мужчин сопоставимого возраста.
Из 151 домашнего хозяйства 62,9 % представляли собой семьи: 47,7 % совместно проживающих супружеских пар (21,9 % с детьми младше 18 лет); 9,9 % — женщины, проживающие без мужей, 5,3 % — мужчины, проживающие без жён. 37,1 % не имели семьи. В среднем домашнее хозяйство ведут 2,38 человека, а средний размер семьи — 3,04 человека. В одиночестве проживали 33,1 % населения, 10,6 % составляли одинокие пожилые люди (старше 65 лет).
В 2015 году из 489 человек старше 16 лет имели работу 281. В 2014 году средний доход на семью оценивался в 57 679 $, на домашнее хозяйство — в 54 808 $. Доход на душу населения — 24 235 $ в год.